# Sarah Updike Goddard
Sarah Updike Goddard (c 1701-5 de enero de 1770) fue una impresora estadounidense y cofundadora y editora del Providence Gazette and Country Journal, el primer periódico fundado en Providence, Rhode Island. Trabajó estrechamente con sus hijos William y  Mary Katherine, quienes también se convirtieron en impresores y editores, formando una de las primeras dinastías editoriales influyentes en las colonias británicas en América.

## Biografía

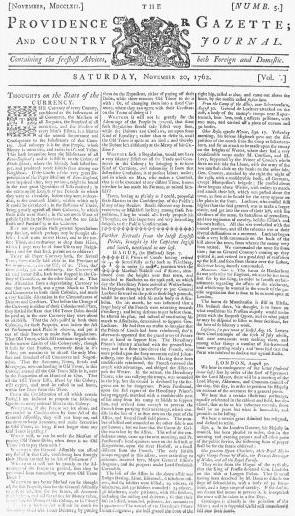
Providence Gazette and Country Journal de l 20 de noviembre de 1762.

Nació Sarah Updike en Cocumscussuc, Rhode Island, justo al norte de la aldea de Wickford, donde sus padres, Lodowick Updike (anglicado de Opdyck) y Abigail (Newton) Updike, habían heredado el Castillo de Smith, el la propiedad original de Roger Williams. Sarah era una de los seis hijos del matrimonio; su hermano Daniel continuaría sirviendo como fiscal general de la Colonia de Rhode Island y las Plantaciones de Providence. Tenía una buena educación y estudió francés y latín además de las asignaturas más habituales.
En 1735, se casó con Giles Goddard, un médico adinerado, y se establecieron en Nueva Londres, Connecticut. Giles Goddard también era el jefe de correos en Nueva Londres, y cuando cayó enfermo en 1755, Sarah ocupó el cargo de jefe de correos en su lugar. Sus dos hijos sobrevivientes, Mary Katherine y William, se involucraron en los negocios de impresión y publicación.
Algún tiempo después de la muerte de Giles en 1757, Sarah se mudó a Providence, Rhode Island, donde en 1762 prestó dinero a su hijo William para establecer la primera imprenta de Providence y un periódico semanal asociado, la Providence Gazette and Country Journal. Tanto Sarah como su hija Mary Katherine trabajaron en la tienda y se convirtieron en impresoras consumadas junto al impresor principal John Carter, quien había sido aprendiz de Benjamin Franklin.
En 1765, debido a la falta de suscriptores, William suspendió la publicación del Providence Gazette y se marchó. Sarah se hizo cargo de la administración de la imprenta con la ayuda de Mary Katherine y publicó panfletos, así como el anual West Almanack bajo la marca "S. & W. Goddard". En 1766, revivió el Providence Gazette con la denominación editorial "Sarah Goddard & Company". Ese mismo año, imprimió la primera edición estadounidense de las cartas de la ensayista y poeta Mary Montagu. Agregó una librería y una encuadernación antes de vender el negocio en 1768 a John Carter.
Sarah y Mary Katherine se mudaron a Filadelfia, donde su hijo y hermano William había editado un nuevo periódico, el Pennsylvania Chronicle and Universal Advertiser. Este diario tuvo problemas debido a la administración errática de William. Sarah se hizo cargo del manejo del periódico y brindó apoyo financiero, lo que permitió que el Pennsylvania Chronicle sobreviviera. Sin embargo, ella falleció dentro de un año del traslado, dejando a su hija como gerente del periódico.
Un obituario contemporáneo elogió a Goddard por sus «logros poco comunes en la literatura» y su «conversación sensible y edificante». En 1998, fue incluida en el Salón de la fama de las mujeres de Rhode Island.